# Sadove, Berezivka
Sadove (în ucraineană Садове) este un sat în comunei Novokalceve din raionul Berezivka, regiunea Odesa, Ucraina.

## Demografie
Componența lingvistică a localității Sadove
     Ucraineană (88,95%)
     Rusă (11,05%)
Conform recensământului din 2001, majoritatea populației localității Sadove era vorbitoare de ucraineană (88,95%), existând în minoritate și vorbitori de rusă (11,05%).